# Chornobyl360

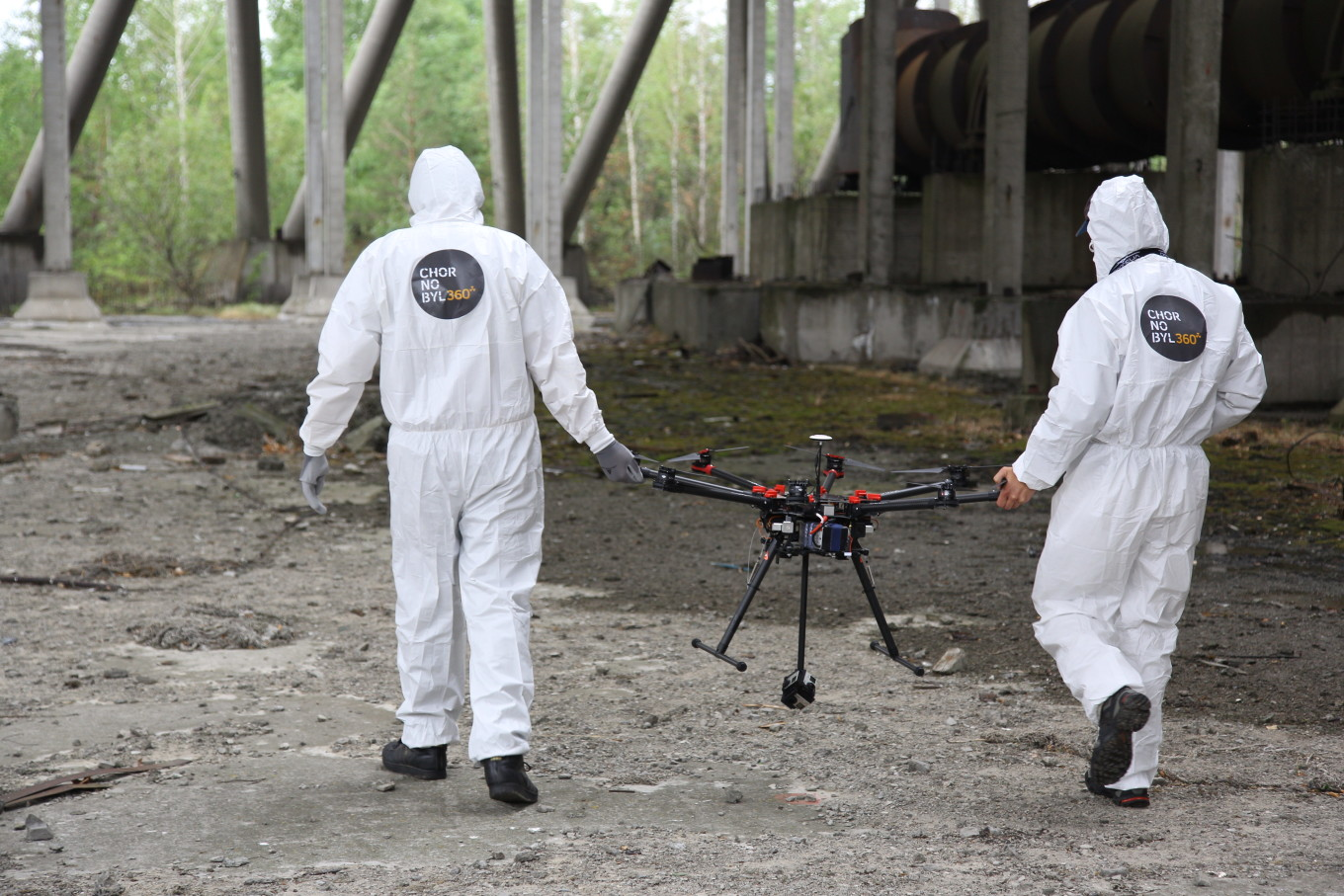
Знімальна команда проекту Chornobyl360

«Chornobyl360» — документальний фільм про чорнобильську катастрофу у форматі віртуальної реальності. У 2016 році авторами зібрано 35$ тис. на Kickstarter.

## Інформація про фільм
Знятий за допомогою дронів. Доступний для перегляду в шоломах віртуальної реальності — Oculus Rift, Samsung Gear VR, Google Cardboard та інших. Автор проекту — киянин Кирило Покутний, чий батько 15 років пропрацював на електростанції.
У фільмі будуть присутні інтерактивні елементи. Глядач зможе виконувати квести, наприклад, віртуально збирати радіаційно заражені предмети на звалищі або досліджувати руїни активної зони реактора ЧАЕС.